# Liga Premier de Kuwait 2015-16
La temporada 2015-16 de la Liga Premier de Kuwait fue la 54.ª edición de la Liga Premier de Kuwait desde que fue establecida la liga en 1962. 
El Al Kuwait es el campeón defensor de la liga.

## Equipos
Participan 13 equipos en la Liga Premier, luego de que el Al Tadamun anunciara su retiro por problemas económicos. 
Para la siguiente temporada volverá la División Uno de Kuwait, por lo que habrá tres descensos al final de la temporada.

### Datos generales
Note: Lista de la tabla en orden alfabético.
| Equipo         | Ciudad        | Estadio                  | Capacidad |
| -------------- | ------------- | ------------------------ | --------- |
| Al Arabi       | Al Asimah     | Sabah Al-Salem           | 22,000    |
| Al Fahaheel FC | Al Asimah     | Nayif Daboos             | 3,000     |
| Al Jahra SC    | Al Jahra      | Al Shabab Mubarak Alaiar | 17,000    |
| Al Kuwait      | Al Asimah     | Al Kuwait SC             | 18,000    |
| Al Naser       | Al Farwaniyah | Ali Al-Salem Al-Sabah    | 10,000    |
| Qadsia SC      | Hawalli       | Mohammed Al-Hamad        | 22,000    |
| Al Sahel       | Ahmadí        | Abu Halifa City          | 5,000     |
| Al Salibikhaet | Al Asimah     | Al Salibikhaet           | 7,000     |
| Al Salmiya SC  | Hawalli       | Thamir                   | 16,100    |
| Al Shabab SC   | Al Ahmadi     | Al-Ahmadi                | 18,000    |
| Al Yarmouk     | Hawalli       | Mishref                  | 12,000    |
| Kazma SC       | Al Asimah     | Al-Sadaqua Walsalam      | 21,500    |
| Khaitan SC     | Al Asimah     | Khaitan SC               | 3,000     |

## Tabla de posiciones
| Pos | Equipo         | PJ | PG | PE | PP | GF | GC | Dif | Pts |
| --- | -------------- | -- | -- | -- | -- | -- | -- | --- | --- |
| 1.  | Qadsia SC (C)  | 24 | 20 | 2  | 2  | 75 | 12 | 63  | 62  |
| 2.  | Al Salmiya     | 24 | 19 | 3  | 2  | 52 | 19 | 33  | 60  |
| 3.  | Al Kuwait      | 24 | 17 | 5  | 2  | 54 | 16 | 38  | 56  |
| 4.  | Kazma SC       | 24 | 12 | 8  | 4  | 55 | 32 | 23  | 44  |
| 5.  | Al Arabi       | 24 | 10 | 6  | 8  | 49 | 31 | 18  | 36  |
| 6.  | Khaitan SC     | 24 | 9  | 3  | 12 | 28 | 46 | -18 | 30  |
| 7.  | Al Fahaheel    | 24 | 6  | 9  | 9  | 29 | 39 | -10 | 27  |
| 8.  | Al Jahra       | 24 | 8  | 3  | 13 | 31 | 54 | -23 | 27  |
| 9.  | Al Sulaibikhat | 24 | 6  | 6  | 12 | 28 | 46 | -18 | 24  |
| 10. | Al Sahel       | 24 | 7  | 6  | 11 | 22 | 41 | -19 | 24  |
| 11. | Al Shabab      | 24 | 7  | 3  | 14 | 24 | 49 | -25 | 24  |
| 12. | Al Yarmouk     | 24 | 3  | 4  | 17 | 22 | 46 | -24 | 13  |
| 13. | Al Naser       | 24 | 1  | 4  | 19 | 12 | 56 | -44 | 7   |

Pts = Puntos; PJ = Partidos jugados; G = Partidos ganados; E = Partidos empatados; P = Partidos perdidos; GF = Goles anotados; GC = Goles recibidos; Dif = Diferencia de goles

(C) = Campeón.

Fuente:
1. ↑  Clasifica a la Ronda de Play-Off de la Liga de Campeones 2017, como campeón de la Copa de Kuwait 2015-16.

|  | Liga de Campeones 2017 (Fase de grupo)       |
|  | Liga de Campeones 2017 (Play-Off)            |
|  | Copa GCC 2017                                |
|  | Descenso a la División Uno de Kuwait 2016-17 |

## Goleadores
Actualizado hasta el 29 de abril de 2016.
| Lugar | Jugador         | Equipo      | Goles |
| ----- | --------------- | ----------- | ----- |
| 1     | Firas Al-Khatib | Al Arabi    | 23    |
| 2     | Bader Al Mutawa | Al Qadsia   | 19    |
| 3     | Patrick Fabiano | Kazma SC    | 17    |
| 4     | Salem Al Hajari | Al Fahaheel | 15    |
| 5     | Hamad Al Enezi  | Al Salmiyah | 10    |
| 6     | Jemaa Saeed     | Al Salmiyah | 9     |